# Тимошенко, Евгений Михайлович
Евгений Михайлович Тимошенко (4 января 1929 год, Туапсе — 14 мая 1997 год, Коломна) — российский конструктор противотанковых ракетных комплексов.
Участник войны. В 1944—1945 воевал на 3-м Украинском фронте: 34-я дивизия, 105-й полк, стрелок.
В декабре 1945 по ранению переведён из 200-го запасного полка (Галац, Румыния) в в/ч 10214, Московский ВО. Авиационный моторист (1948 −1951).
Окончил 14-ю школу авиационных специалистов, Прибалтийский ВО (1948), МВТУ им. Н. Э. Баумана (1958).
В 1958—1991 работал в СКБ НКВ в должностях от инженера-конструктора до начальника отдела.
Принимал личное и руководящее участие в освоении серийного производства противотанковых ракетных комплексов, в том числе «Малютка», «Малютка-П», «Рубин», «Штурм», «Атака».
Умер 14 мая 1997 года в Коломне.
Награды
Лауреат Государственной премии СССР (1981). Награждён орденом Трудового Красного Знамени (1977).